# Un don surnaturel
Un don surnaturel (A Touch of Hope) est un téléfilm dramatique américain réalisé par Craig R. Baxley en 1999.

## Synopsis
Après un accident, Dean Craft découvre qu'il a un don surnaturel. Grâce à ses mains, il peut soigner et même sauver des gens se trouvant à l'article de la mort mais dont l'heure n'a pas encore sonné...

## Fiche technique
genre : drame

## Distribution
- Fay Masterson (VF : Stéphanie Murat) : Rochelle Kraft
- Anthony Michael Hall (VF : Denis Laustriat) : Dean Kraft
- Abraham Benrubi (VF : Bruno Carna) : Dr Neil Bachman
- CCH Pounder : Lily Keyes
- Robert Clohessy : Larry
- Peter MacNeill : M. Kraft
- Nancy Beatty : Mme Kraft
- Alan Rosenberg (VF : Jean Barney) : Dr Rohan
- Brooke Johnson (VF : Emmanuèle Bondeville) : Helen Rohan
- Stephanie Mills : Megan Kraft
- Marion Day : Jude
- Stephanie Moore (en) : Carla Munson
- Jesse Reilly : Ryan Kraft
- Charlie Reilly : Ryan Kraft
- Sean O'Bryan (VF : Cédric Dumond) : Bob
- Lynne Griffin : Infirmière Béatrice

 Source et légende : version française (VF) sur RS Doublage et selon le carton du doublage français télévisuel.